# Oleg Fomin
Oleg Fomin (russisk: Оле́г Бори́сович Фоми́н) (født 21. maj 1962 i Tambov i Sovjetunionen) er en russisk filminstruktør og skuespiller.

## Filmografi
- Mytar (Мытарь, 1997)[2][3]
- Molodoj Volkodav (Молодой Волкодав, 2006)
- Den vyborov (День выборов, 2007)
- Samyj lutjsjij film 2 (Самый лучший фильм 2, 2009)